# Spion Kop (arena)

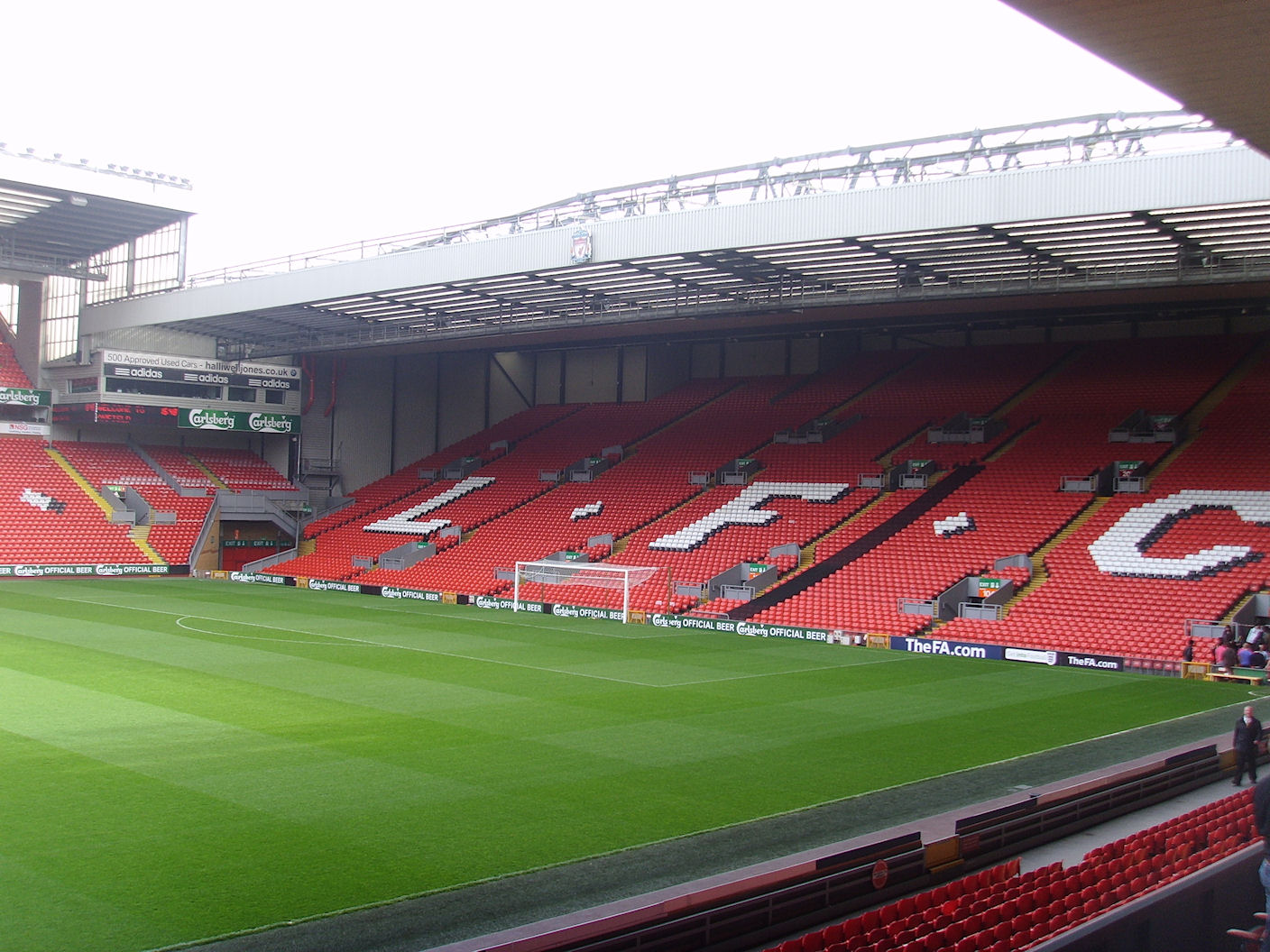
The Kop-läktaren på Anfield, hemmaplan för Liverpool FC

Spion Kop (The Kop eller Kop) är det vardagliga namn eller begreppet på ett antal läktare på sportarenor, framför allt i Storbritannien. Läktarnas branta lutning ger intryck av en kulle och namnet härstammar från kullen nära Ladysmith, Sydafrika, som var platsen för Slaget vid Spion Kop i januari 1900 under Andra boerkriget.

## Historia

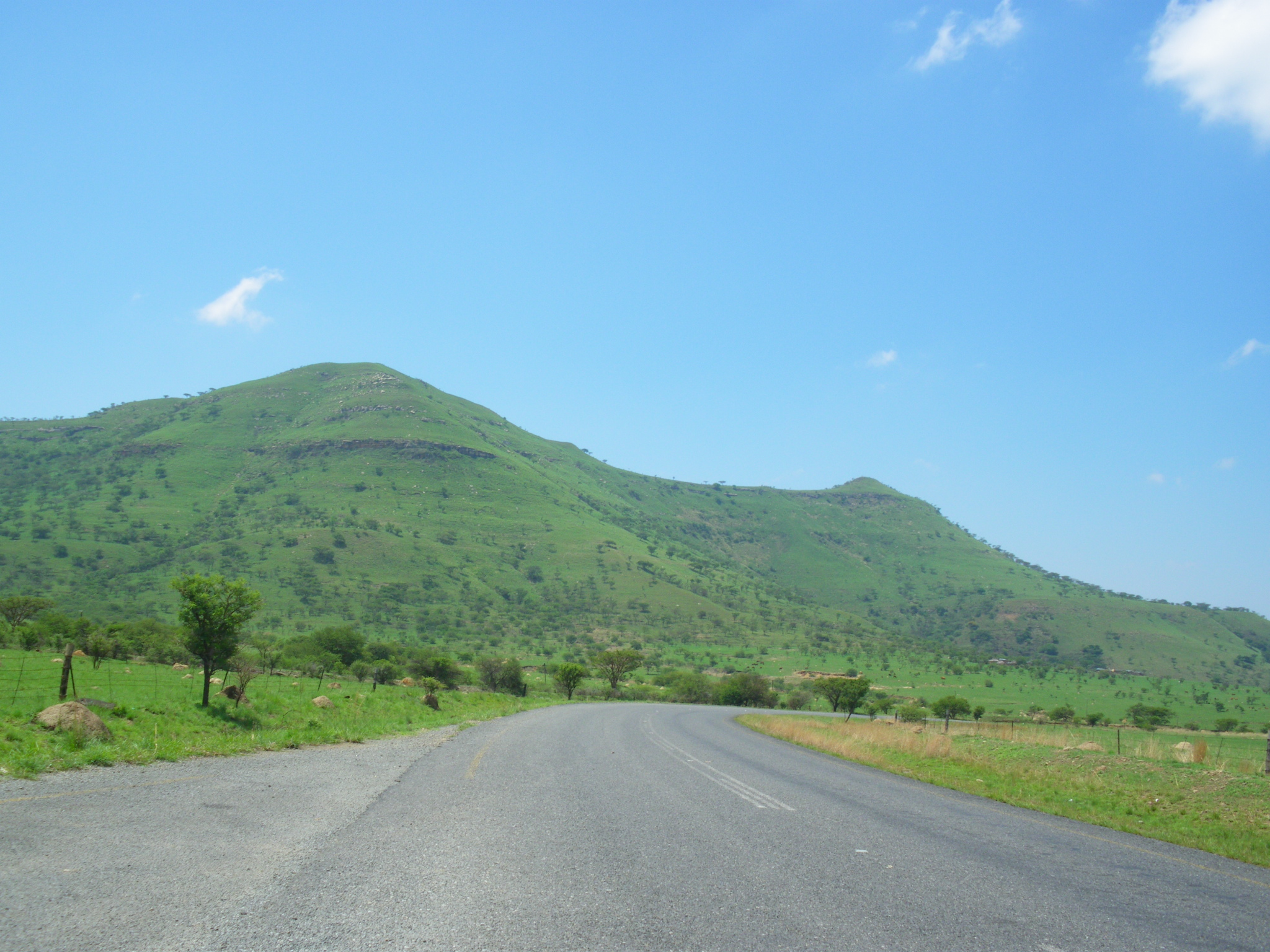
Spion Kop-kullen vid Ladysmith, Sydafrika

Den första benämningen av en läktare som en "Kop" relateras till Woolwich Arsenals Manor Ground 1904. En lokal reporter liknade siluetten av åskådare på en nyskapad jordvall som soldater på toppen av kullen vid Slaget vid Spion Kop. År 1906 så påpekade Liverpool Echos sportredaktör Ernest Edwards att den öppna jordvallssluttningen på Anfield: "Denna stora vägg av jord har benämnts 'Spion Kop', och utan tvekan kommer detta träffande namn att för all framtid användas för denna plats". Namnet formaliserades 1928 då läktarsektionen fick ett tak och officiellt gavs namnet Spion Kop. Flera andra engelska fotbollsklubbar och rugbyklubbar har följt efter.
Den mest välkända Kop-läktaren är den på Liverpools hemmaarena Anfied, och dessa går under benämningen Kopites. De blev berömda för sin sång, främst You'll never walk alone, som sporrade laget till stora framgångar.

## Konstruktion
Det är mycket diskussion om vad som utgör en Kop då de varierar både i storlek och placeringar i arenor. De flesta är placerade bakom ett av målen och används av klubben mest hängivna och ljudligaste supportrar. Ursprungligen var de ståplatsläktare, men i och med Taylor rapporten rekommendationer efter Hillsborougholyckan 1989 med kravet på enbart sittplatser, att flera Kop-läktare byggts om till sittplatser. 

## Läktare som benämns Kop

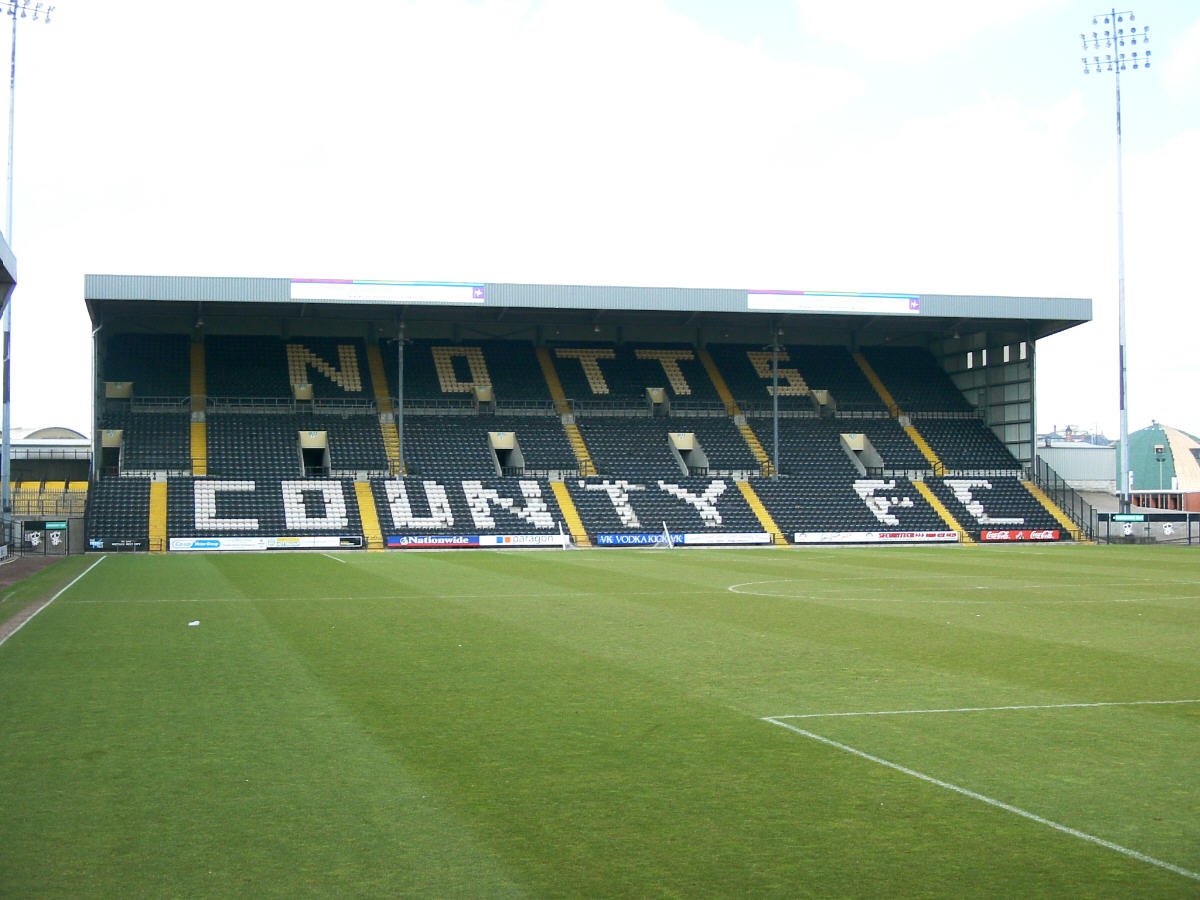
The Kop på Meadow Lane

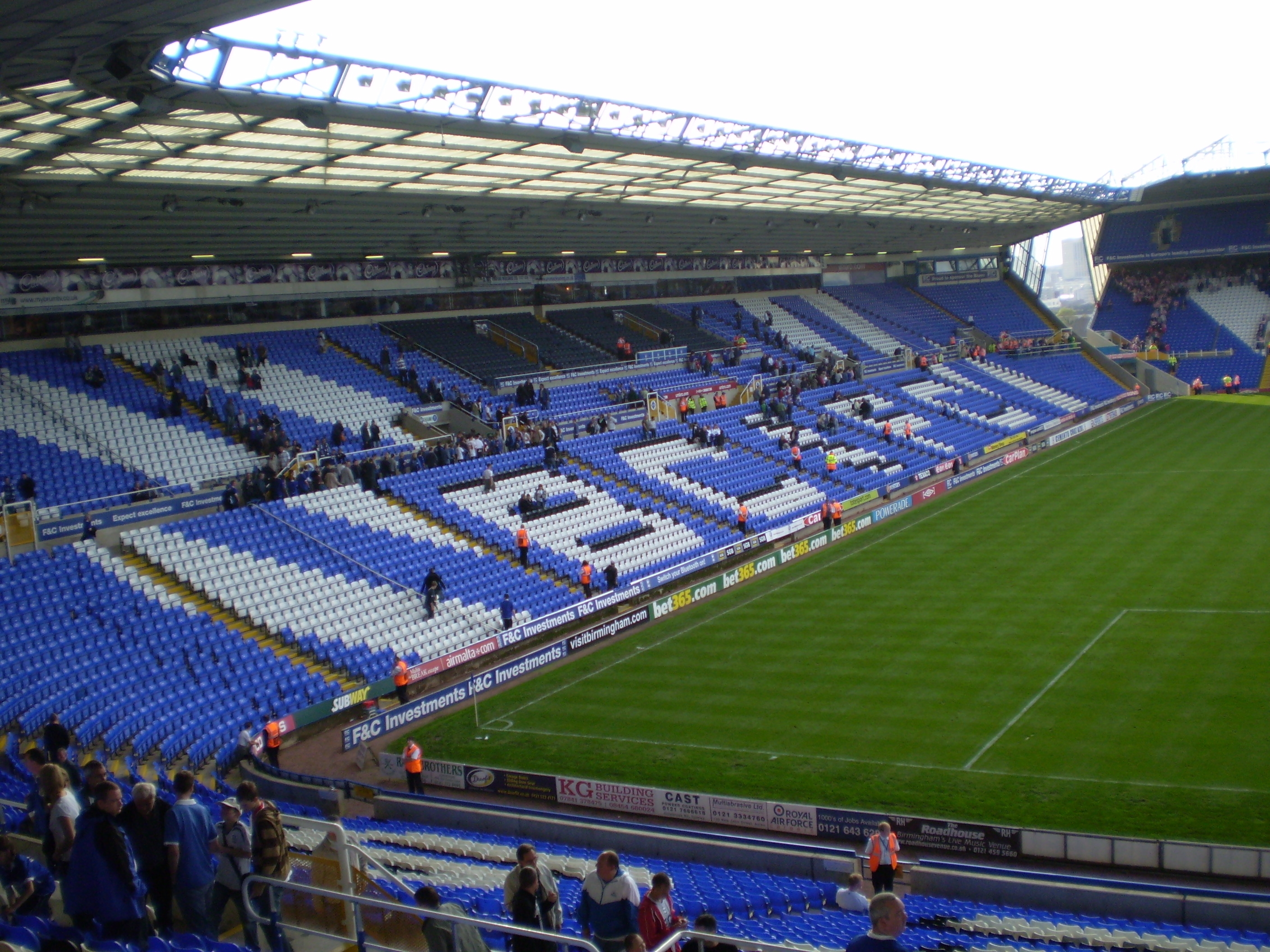
The Kop på St Andrews Stadium

| Arena                | Klubb                                         | Läktare                           |
| -------------------- | --------------------------------------------- | --------------------------------- |
| Anfield              | Liverpool                                     | Spion Kop                         |
| Arsenal Stadium      | The Arsenal                                   | Spion Kop (ersatt med West Stand) |
| Central Park         | Wigan Warriors RLFC                           | The Kop                           |
| Baseball Ground      | Derby                                         | Popside Kop (The Popside)         |
| Bloomfield Road      | Blackpool                                     | Mortensen Kop                     |
| Bramall Lane         | Sheffield United                              | The Kop                           |
| County Ground        | Northampton Town                              | Spion Kop                         |
| Deepdale             | Preston North End                             | Bill Shankly Kop                  |
| Elland Road          | Leeds United                                  | The Kop                           |
| Filbert Street       | Leicester City                                | Spion Kop (Double Decker)         |
| Highfield Road       | Coventry City                                 | The Spion Kop Terrace             |
| Hillsborough Stadium | Sheffield Wednesday                           | Spion Kop                         |
| Home Park            | Plymouth Argyle                               | Spion Kop (nedmonterad 2001)      |
| Manor Ground         | Woolwich Arsenal                              | Spion Kop                         |
| Meadow Lane          | Notts County                                  | Spion Kop                         |
| Oakwell              | Barnsley                                      | Spion Kop                         |
| Parc des Princes     | Paris Saint-Germain                           | Kop of Boulogne                   |
| Prenton Park         | Tranmere Rovers                               | The Bebington Kop                 |
| Racecourse Ground    | Wrexham                                       | Spion Kop                         |
| Recreation Ground    | Chesterfield                                  | Spion Kop                         |
| St Andrews Stadium   | Birmingham City                               | Spion Kop                         |
| Valley Parade        | Bradford City                                 | The Kop End                       |
| King Power Stadium   | Leicester City                                | The Kop, Fosse Stand              |
| Windsor Park         | Linfield / Nordirlands herrlandslag i fotboll | The Kop                           |